# Fan service
Fan service (às vezes escrito fanservice), service cut ou simplesmente service são termos, de definição de certo modo vaga, utilizados nas mídias visuais, referindo-se a elementos supérfluos à história principal, mas incluídos para divertir, entreter ou atrair a audiência. Muitas vezes incluem situações de forte conotação sexual ou erótica (ecchi).

## Exemplos de animes comfan service
- Agent Aika
- Binbō-gami ga!
- Bleach
- Burn Up
- Colorful
- Dakara Boku wa,H ga Dekinai
- Diabolik Lovers
- Dragon Ball
- Fairy Tail
- Fatal Fury
- Free! - Iwatobi Swim Club
- Girls Bravo
- Haikyū!!
- High School DxD
- Highschool of the Dead
- Ikkitousen
- Kill la Kill
- KissXsis
- Kuroko no Basket
- Kuroshitsuji
- Love Hina
- Mahou Sensei Negima
- Mirai Nikki
- Monster Musume No Iru Nichijou
- Najica Dengeki Sakusen
- Nanatsu no Taizai
- One Piece
- Queen's Blade
- Seikon No Qwaser
- Soul Eater
- Sword Art Online
- Tasogare Otome x Amnesia
- Tenjho Tenge
- To Love Ru
- Voltage Fighter Gowcaizer
- Yuri!!! on Ice